# 나용균
나용균(羅容均, 1896년 2월 25일~1984년 7월 6일)이 대한민국의 정치인이다. 제1·4·5·6대 국회의원을 지냈으며 제6대 국회에서 국회부의장을 지냈다.

## 약력
- 일본 정칙영어학교
- 일본 와세다 대학 정경학부를 중퇴했다.
- 1948년 5월 10일 : 제헌국회의원(전북 정읍갑)
- 제4대, 제5대, 제6대 국회의원을 역임했다.
- 1960년 7월 민의원에서 열린 대통령 선거에서 1표를 얻었다.[1]

## 역대 선거 결과
|  | 0% |

|  | 34.77% |

|  | 22.73% |

|  | 54.24% |

|  | 53.46% |

|  | 0.38% |

|  | 28.36% |

## 참고 자료
- 《대한민국 의정총람》, 국회의원총람발간위원회, 1994년
- 나용균 - 대한민국헌정회

| 전임 신현돈 | 제6대 보건사회부 장관 1960년 9월 12일 ~ 1961년 1월 29일 | 후임 김판술 |

| 전임 김준연 | 제9대 무임소장관 (김선태와 공동) 1960년 8월 23일 ~ 1960년 9월 12일 | 후임 김선태, 신현돈 |